# Église catholique byzantine
L'Église catholique byzantine, (Byzantine Catholic Church, en anglais) est le nom pris par l'Église grecque-catholique ruthène dans la diaspora ruthène aux États-Unis.
Le chef de l'Église grecque-catholique ruthène porte le titre d'archevêque métropolitain de Pittsburgh des Byzantins, avec résidence à Pittsburgh en Pennsylvanie.

## Histoire
- 1956 Lancement du journal diocésain « Byzantine Catholic World ».

## Organisation
La métropole de Pittsburgh comprend une archéparchie, trois éparchies et un exarchat :
- l'archéparchie de Pittsburgh (établie en 1924) ;
- l'éparchie de Parme (1969) ;
- l'éparchie de Passaic (1963) ;
- l'éparchie de Phoenix (fondée en 1981 à Van Nuys, transférée en 2010).
- l'Exarchat apostolique des saints Cyrille et Méthode de Toronto des Slovaques (transféré en mars 2022[1] de l'Église grecque-catholique slovaque)